# Žaočani
Žaočani (en serbe cyrillique : Жаочани) est un village de Serbie situé sur le territoire de la Ville de Čačak, district de Moravica. Au recensement de 2011, il comptait 330 habitants.

## Démographie

### Évolution historique de la population
| 1948 | 1953 | 1961 | 1971 | 1981 | 1991 | 2002 | 2011 |
| ---- | ---- | ---- | ---- | ---- | ---- | ---- | ---- |
| 409  | 403  | 402  | 389  | 407  | 398  | 391  | 330  |

|  |